# ミュージックスクエア
『ミュージックスクエア』は、1987年から1988年にかけてテレビ東京系列で放送されていた音楽番組。

## 出演アーティスト
- 石川優子
- 河合奈保子
- カルロス・トシキ&オメガトライブ
- 佐藤博
- 関口誠人
- ZELDA
- 中川勝彦
- 中原めいこ
- NOBODY
- 浜田麻里

他
| スタブアイコン | サブスタブ | この項目は、まだ閲覧者の調べものの参照としては役立たない、テレビ番組に関連した書きかけの項目です。この項目を加筆・訂正などしてくださる協力者を求めています（P:テレビ/PJ:放送または配信の番組）。 |